# Ljubovo
Ljubovo är en dal i Kroatien. Den ligger i den centrala delen av landet, 130 km söder om huvudstaden Zagreb.